# Liste der österreichischen Sozialminister

## Erste Republik (1918 bis 1938)
| Bundesminister         | Amtsantritt        | Partei  |
| ---------------------- | ------------------ | ------- |
| Ferdinand Hanusch      | 30. Oktober 1918   | SDAP    |
| Eduard Heinl           | 22. Oktober 1920   | CS      |
| Josef Resch            | 20. November 1920  | CS      |
| Franz Pauer            | 21. Juni 1921      | Beamter |
| Richard Schmitz        | 31. Mai 1922       | CS      |
| Josef Resch            | 20. November 1924  | CS      |
| Theodor Innitzer       | 26. September 1929 | CS      |
| Richard Schmitz (2)    | 30. September 1930 | CS      |
| Josef Resch            | 4. Dezember 1930   | CS      |
| Otto Ender (1)         | 15. April 1931     | CS      |
| Josef Resch            | 20. Juni 1931      | CS      |
| Robert Kerber          | 11. März 1933      | LB      |
| Richard Schmitz        | 21. September 1933 | CS      |
| Odo Neustädter-Stürmer | 16. Februar 1934   | VF      |
| Josef Dobretsberger    | 17. Oktober 1935   | VF      |
| Josef Resch            | 14. Mai 1936       | VF      |
| Hugo Jury              | 11. März 1938      | NSDAP   |

 CS  Christlichsoziale Partei
 LB  Landbund bzw. Nationalständische Front
 NSDAP  Nationalsozialistische Deutsche Arbeiterpartei
 SDAP  Sozialdemokratische Arbeiterpartei
 VF  Vaterländische Front

## Zweite Republik (ab 1945)
| Porträt | Bundesminister        | Partei    | Amtszeit | Regierungen                                                        |
| ------- | --------------------- | --------- | --- | ------------------------------------------------------------------ |
|         | Johann Böhm           | SPÖ       | 27. April 1945 bis 20. Dezember 1945 als Staatssekretär für Soziale Verwaltung | Renner IV                                                          |
|         | Karl Maisel           | SPÖ       | 20. Dezember 1945 bis 23. Jänner 1956 als Bundesminister für soziale Verwaltung | Figl I, Figl II, Figl III, Raab I                                  |
|         | Anton Proksch         | SPÖ       | 23. Jänner 1956 bis 19. April 1966 als Bundesminister für soziale Verwaltung | Raab I, Raab II, Raab III, Raab IV, Gorbach I, Gorbach II, Klaus I |
|         | Grete Rehor           | ÖVP       | 19. April 1966 bis 21. April 1970 als Bundesministerin für soziale Verwaltung | Klaus II                                                           |
|         | Rudolf Häuser (4)     | SPÖ       | 21. April 1970 bis 30. September 1976 betraut mit der Leitung des Bundesministeriums für soziale Verwaltung | Kreisky I, Kreisky II, Kreisky III                                 |
|         | Gerhard Weißenberg    | SPÖ       | 1. Oktober 1976 bis 1. Oktober 1980 als Bundesminister für soziale Verwaltung | Kreisky III, Kreisky IV                                            |
|         | Herbert Salcher (5)   | SPÖ       | 1. Oktober 1980 bis 9. Oktober 1980 betraut mit der Leitung des Bundesministeriums für soziale Verwaltung | Kreisky IV                                                         |
|         | Alfred Dallinger      | SPÖ       | 9. Oktober 1980 bis 31. März 1987 als Bundesminister für soziale Verwaltung 1. April 1987 bis 23. Februar 1989 als Bundesminister für Arbeit und Soziales                                                                 | Kreisky IV, Sinowatz, Vranitzky I, Vranitzky II                    |
|         | Ferdinand Lacina (5)  | SPÖ       | 23. Februar 1989 bis 10. März 1989 betraut mit der Leitung des Bundesministeriums für Arbeit und Soziales | Vranitzky II                                                       |
|         | Walter Geppert        | SPÖ       | 10. März 1989 bis 17. Dezember 1990 als Bundesminister für Arbeit und Soziales | Vranitzky II                                                       |
|         | Josef Hesoun          | SPÖ       | 17. Dezember 1990 bis 6. April 1995 als Bundesminister für Arbeit und Soziales | Vranitzky III, Vranitzky IV                                        |
|         | Franz Hums            | SPÖ       | 6. April 1995 bis 27. Jänner 1997 als Bundesminister für Arbeit und Soziales | Vranitzky IV, Vranitzky V                                          |
|         | Eleonora Hostasch     | SPÖ       | 28. Jänner 1997 bis 14. Februar 1997 als Bundesministerin für Arbeit und Soziales 15. Februar 1997 bis 4. Februar 2000 als Bundesministerin für Arbeit, Gesundheit und Soziales                                           | Klima                                                              |
|         | Elisabeth Sickl       | FPÖ       | 4. Februar 2000 bis 31. März 2000 als Bundesministerin für Arbeit, Gesundheit und Soziales 1. April 2000 bis 24. Oktober 2000 als Bundesministerin für soziale Sicherheit und Generationen                                | Schüssel I                                                         |
|         | Herbert Haupt         | FPÖ       | 24. Oktober 2000 bis 30. April 2003 als Bundesminister für soziale Sicherheit und Generationen 1. Mai 2003 bis 26. Jänner 2005 als Bundesminister für soziale Sicherheit, Generationen und Konsumentenschutz              | Schüssel I, Schüssel II                                            |
|         | Ursula Haubner        | FPÖ / BZÖ | 26. Jänner 2005 bis 11. Jänner 2007 als Bundesministerin für soziale Sicherheit, Generationen und Konsumentenschutz | Schüssel II                                                        |
|         | Erwin Buchinger       | SPÖ       | 11. Jänner 2007 bis 28. Februar 2007 als Bundesminister für soziale Sicherheit, Generationen und Konsumentenschutz 1. März 2007 bis 2. Dezember 2008 als Bundesminister für Soziales und Konsumentenschutz                | Gusenbauer                                                         |
|         | Rudolf Hundstorfer    | SPÖ       | 2. Dezember 2008 bis 31. Jänner 2009 als Bundesminister für Soziales und Konsumentenschutz 1. Februar 2009 bis 26. Jänner 2016 als Bundesminister für Arbeit, Soziales und Konsumentenschutz                              | Faymann I, Faymann II                                              |
|         | Alois Stöger          | SPÖ       | 26. Jänner 2016 bis 18. Dezember 2017 als Bundesminister für Arbeit, Soziales und Konsumentenschutz | Faymann II, Kern                                                   |
|         | Beate Hartinger-Klein | FPÖ       | 18. Dezember 2017 bis 7. Januar 2018 als Bundesministerin für Arbeit, Soziales und Konsumentenschutz 8. Januar 2018 bis 22. Mai 2019 als Bundesministerin für Arbeit, Soziales, Gesundheit und Konsumentenschutz          | Kurz I                                                             |
|         | Walter Pöltner        | Unabh.    | 22. Mai 2019 bis 3. Juni 2019 als Bundesminister für Arbeit, Soziales, Gesundheit und Konsumentenschutz | Kurz I, Löger                                                      |
|         | Brigitte Zarfl        | Unabh.    | 3. Juni 2019 bis 7. Jänner 2020 als Bundesministerin für Arbeit, Soziales, Gesundheit und Konsumentenschutz | Bierlein                                                           |
|         | Rudolf Anschober      | GRÜNE     | 7. Jänner 2020 bis 28. Jänner 2020 als Bundesminister für Arbeit, Soziales, Gesundheit und Konsumentenschutz 29. Jänner 2020 bis 19. April 2021 als Bundesminister für Soziales, Gesundheit, Pflege und Konsumentenschutz | Kurz II                                                            |
|         | Wolfgang Mückstein    | GRÜNE     | 19. April 2021 bis 8. März 2022 als Bundesminister für Soziales, Gesundheit, Pflege und Konsumentenschutz | Kurz II, Schallenberg, Nehammer                                    |
|         | Johannes Rauch        | GRÜNE     | 8. März 2022 bis 3. März 2025 als Bundesminister für Soziales, Gesundheit, Pflege und Konsumentenschutz | Nehammer, Schallenberg                                             |
|         | Korinna Schumann      | SPÖ       | 3. März 2025 bis 1. April 2025 als Bundesministerin für Soziales, Gesundheit, Pflege und Konsumentenschutz ab 1. April 2025 als Bundesministerin für Arbeit, Soziales, Gesundheit, Pflege und Konsumentenschutz           | Stocker                                                            |

 BZÖ  Bündnis Zukunft Österreich
 FPÖ  Freiheitliche Partei Österreichs
 GRÜNE  Die Grünen – Die Grüne Alternative
 ÖVP  Österreichische Volkspartei
 SPÖ  Sozialdemokratische Partei Österreichs